# Chamelaucium pauciflorum
Chamelaucium pauciflorum är en myrtenväxtart som först beskrevs av Porphir Kiril Nicolai Stepanowitsch Turczaninow, och fick sitt nu gällande namn av George Bentham. Chamelaucium pauciflorum ingår i släktet Chamelaucium och familjen myrtenväxter. Inga underarter finns listade i Catalogue of Life.